# René Barbier
René Barbier ( 1870; †1931 ) fue un horticultor rosalista francés. René era hijo de Albert Barbier el fundador de la Compañía Barbier.

## Biografía

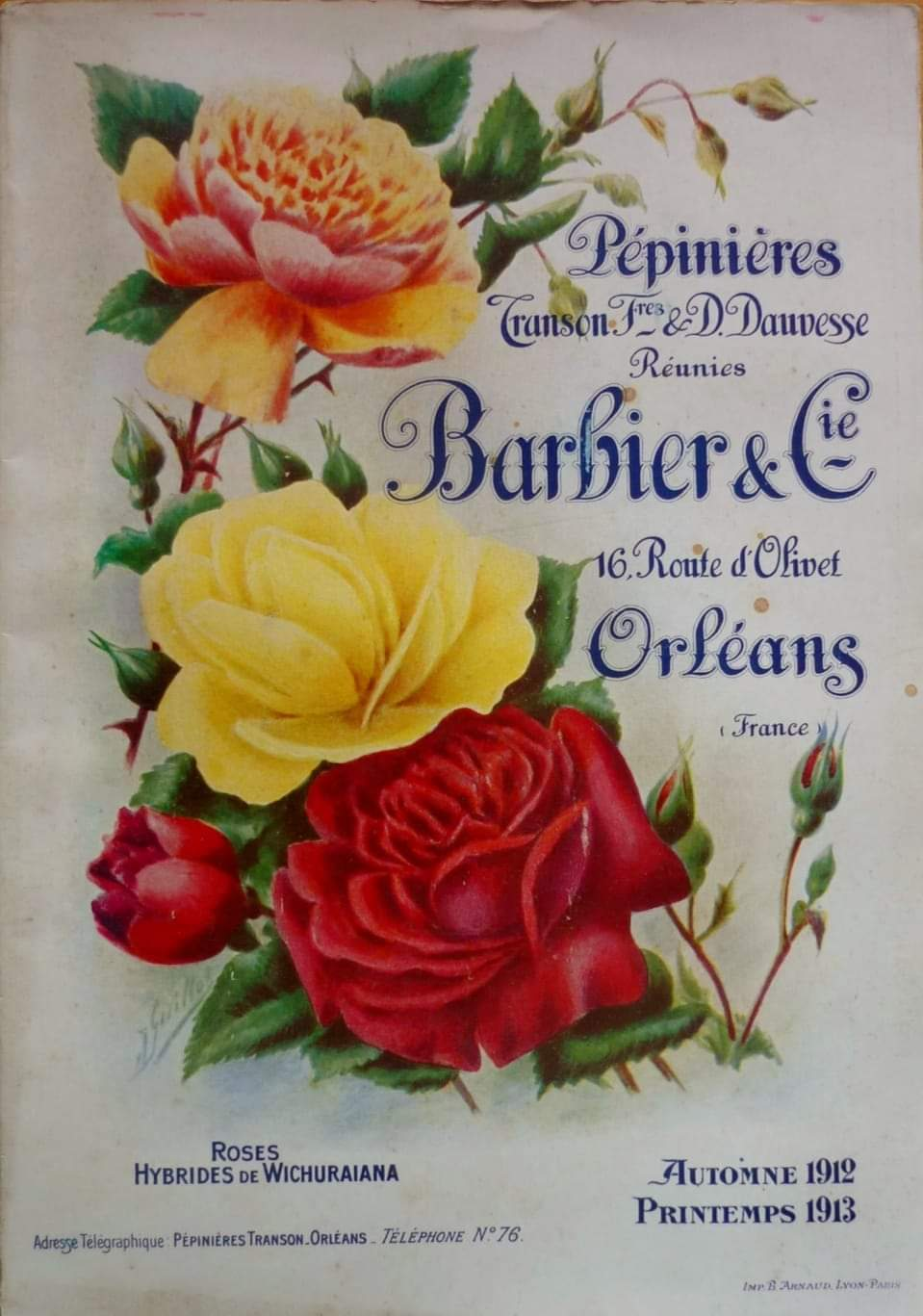
Catalogo Barbier.

René Barbier que llegó desde América a Japón en la década de 1890 encuentra allí la Rosa luciae var. wichuraiana Koidz. y a partir de esta crea su serie de 23 Híbridos Wichurana.
En 1894, Albert Barbier crea la « "Barbier & Cie d'Orléans" ». Entonces él tenía 49 años, su hermano Eugène 45 y los dos hijos de Albert, René con 25 y Léon de 16. Con el tiempo así mismo su primo Georges se uniría, y a su debido tiempo sobrinos y nietos se unirían también a la empresa familiar Barbier.
Desde 1900 en los viveros familiares de "Barbier & Cie d'Orléans", crea un grupo de hermosos trepadores, de flores grandes que utiliza a Rosa luciae como parental, por su hábito rampante, y por su brillante follaje perenne, de color verde oscuro, así como a diversas híbrido de té para proporcionar el tamaño y la variedad de color de las flores. Los trepadores de Barbier incluyen 'Albéric Barbier'  (1900), 'Paul Transom' (1901), 'Alexandre Girault' (1909), y 'Albertine' (1921).
Se convierte así en el principal cultivador de rosales trepadores antes de la Primera Guerra Mundial.
Por otra parte, también es conocido por sus Polyanthas con sus colores fuertes. Su hijo Georges continuó al frente de la compañía "Barbier frères & Cie." (16 Route d'Olivet, Orléans, Francia) introdujo la rosa de crecimiento hasta la Segunda Guerra Mundial. Después Louis Claude Noisette adquiere la colección de Barbier y en 1972 la compañía se disolvió completamente.
Actualmente hay una casi completa colección de rosales trepadores de Barbier en la Roseraie de l'Haÿ-les Roses, cerca de París.

## Susobtencionesmás conocidas
- 'Albéric Barbier' (1900)
- 'Paul Transom' (1900)
- 'Léontine Gervais' (1903)
- 'François Juranville'(1906)
- 'Alexandre Girault' (1909)
- 'Wichmoss' (1911)
- 'La Marne' (1915)
- 'Auguste Gervais' (1918)
- 'Verdun' (1918)
- 'Albertine' (1921)

## Selección de cultivares
Algunas de las variedades y obtentores conseguidos por René Barbier (* 1845; † 1931).

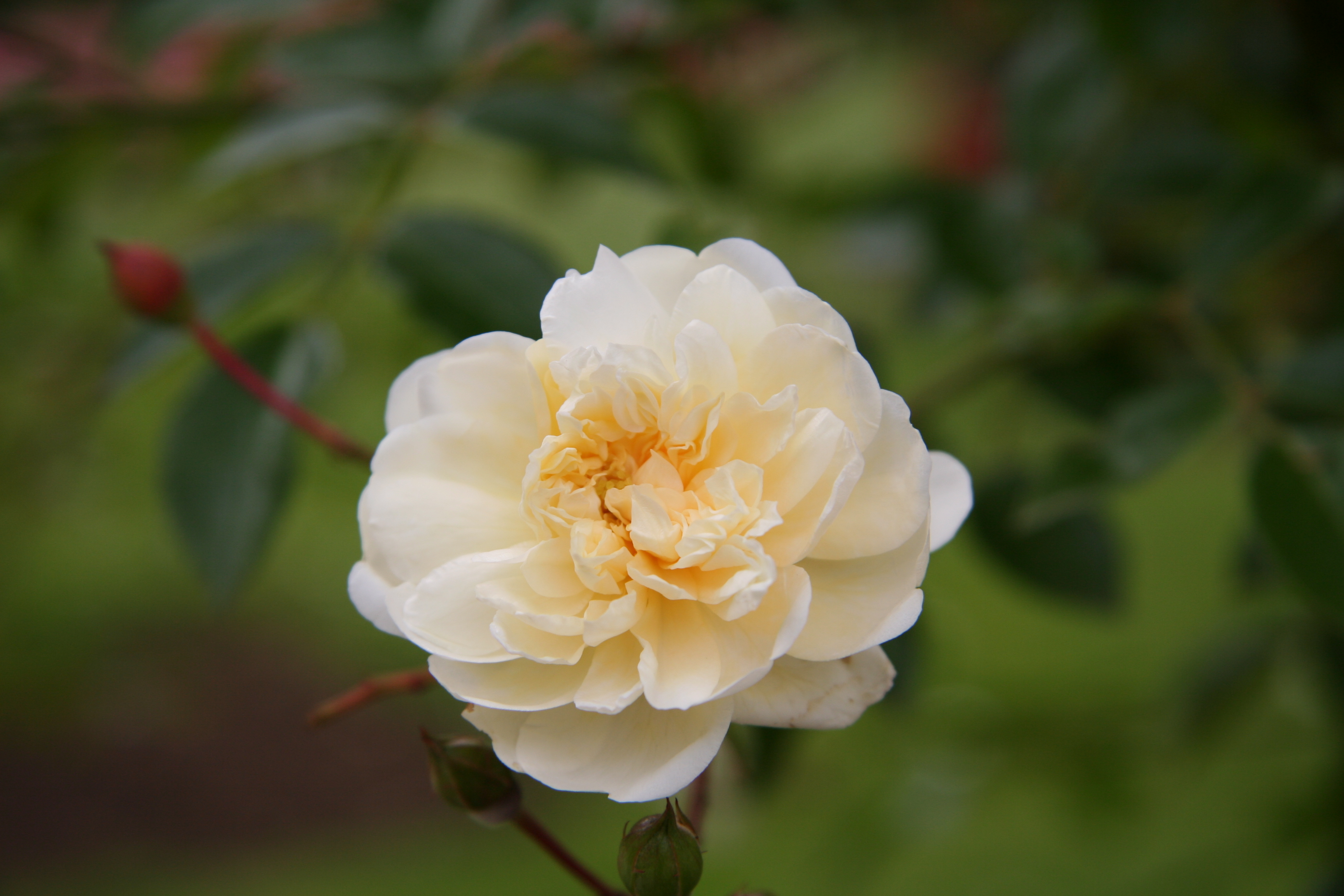
'Albéric Barbier', 1900
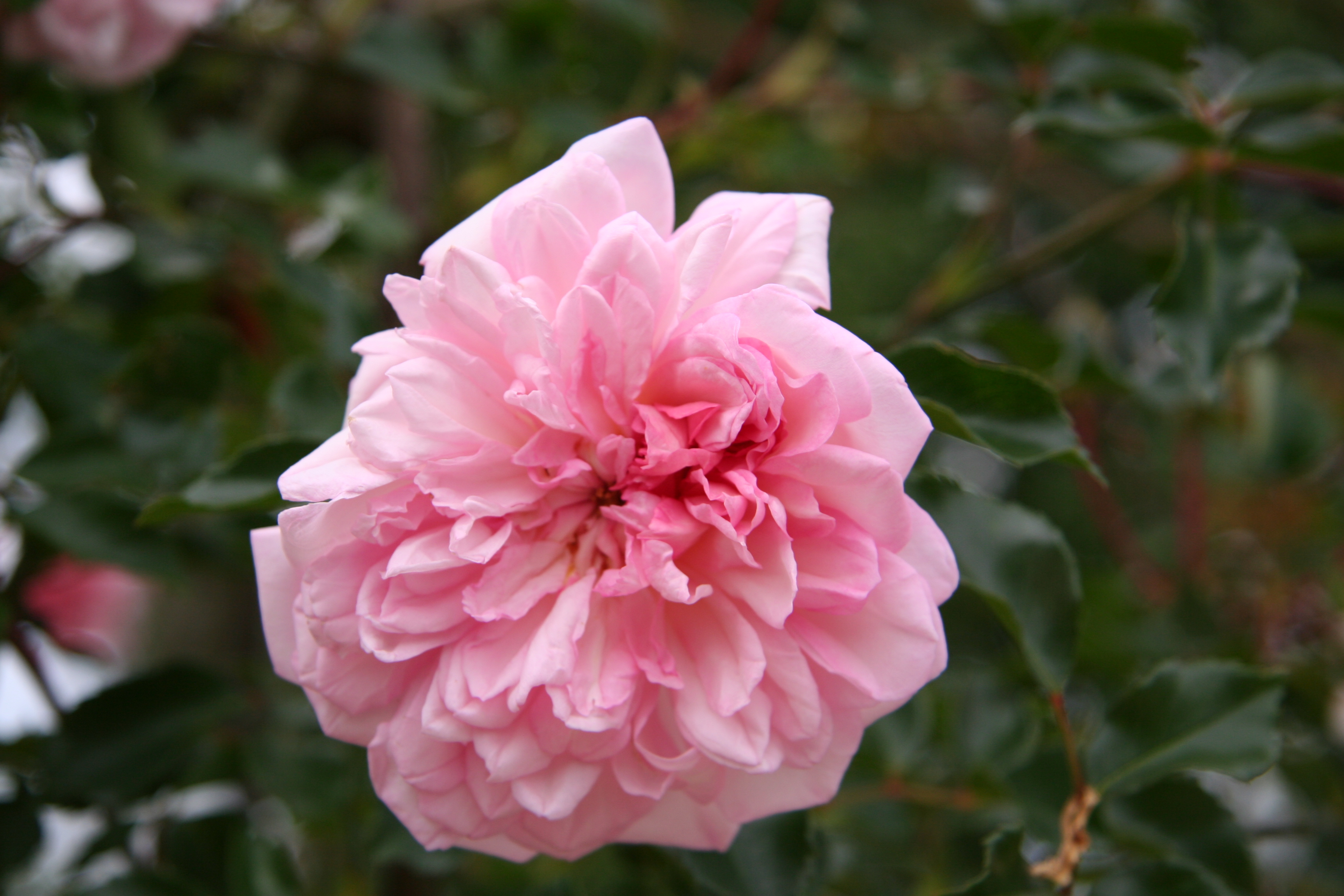
'François Juranville', 1906
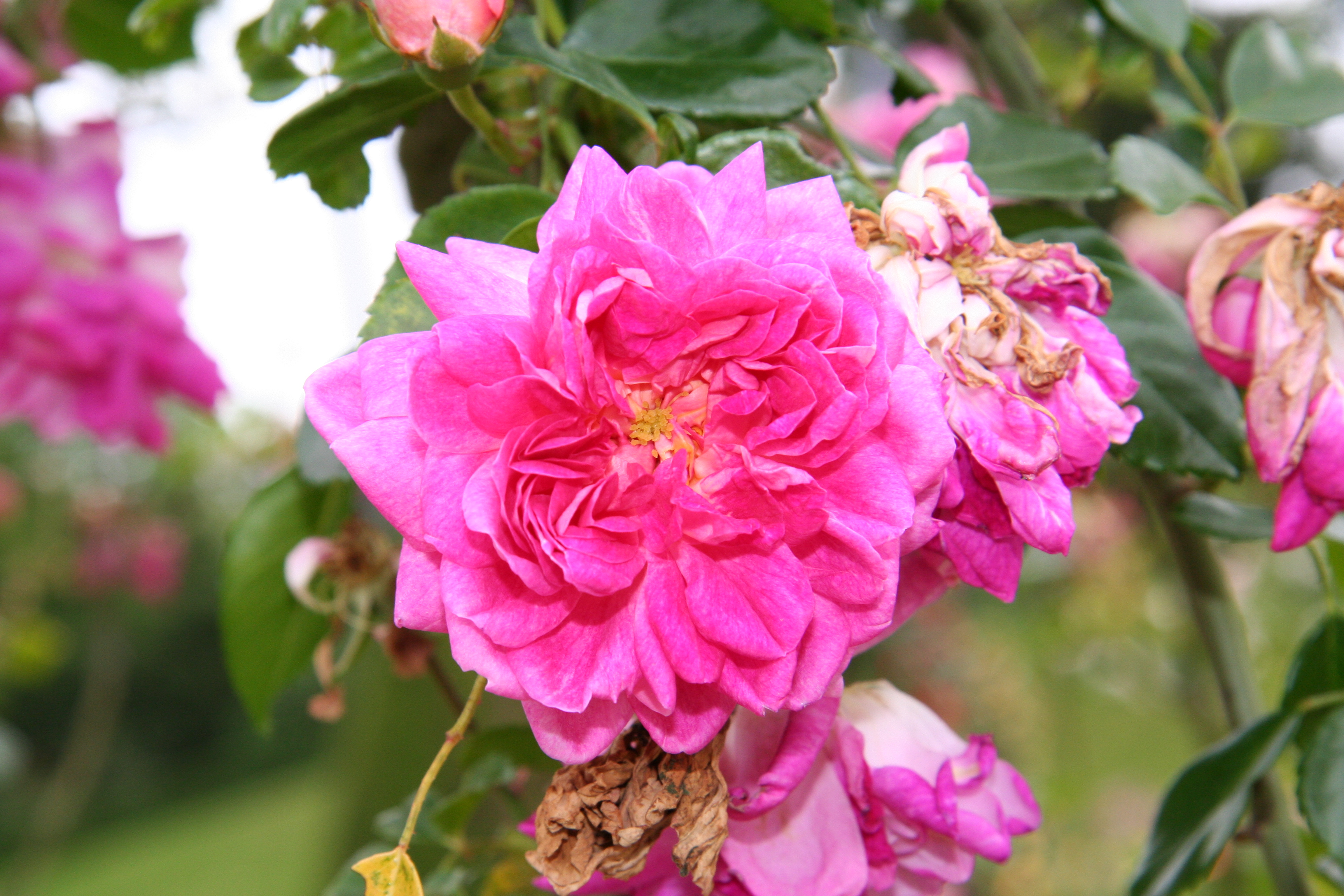
'Alexandre Girault', 1907
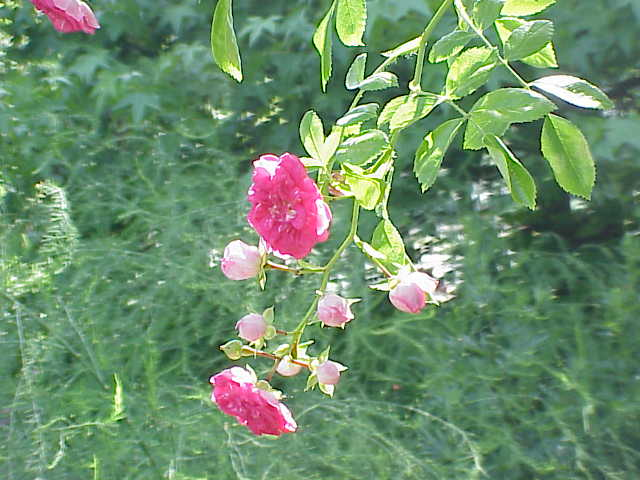
'Paul Ploton', 1910
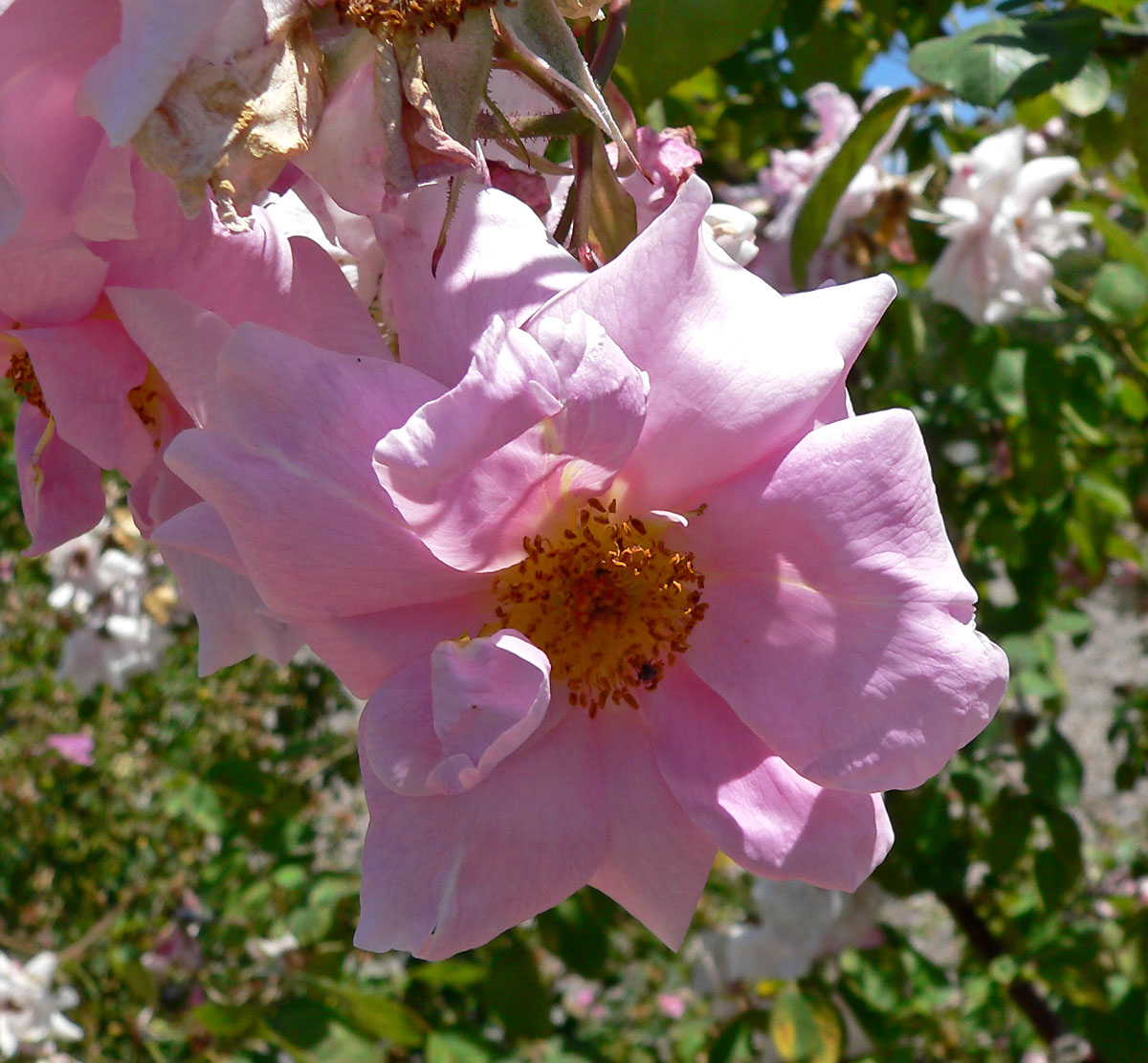
'Auguste Roussel', 1913
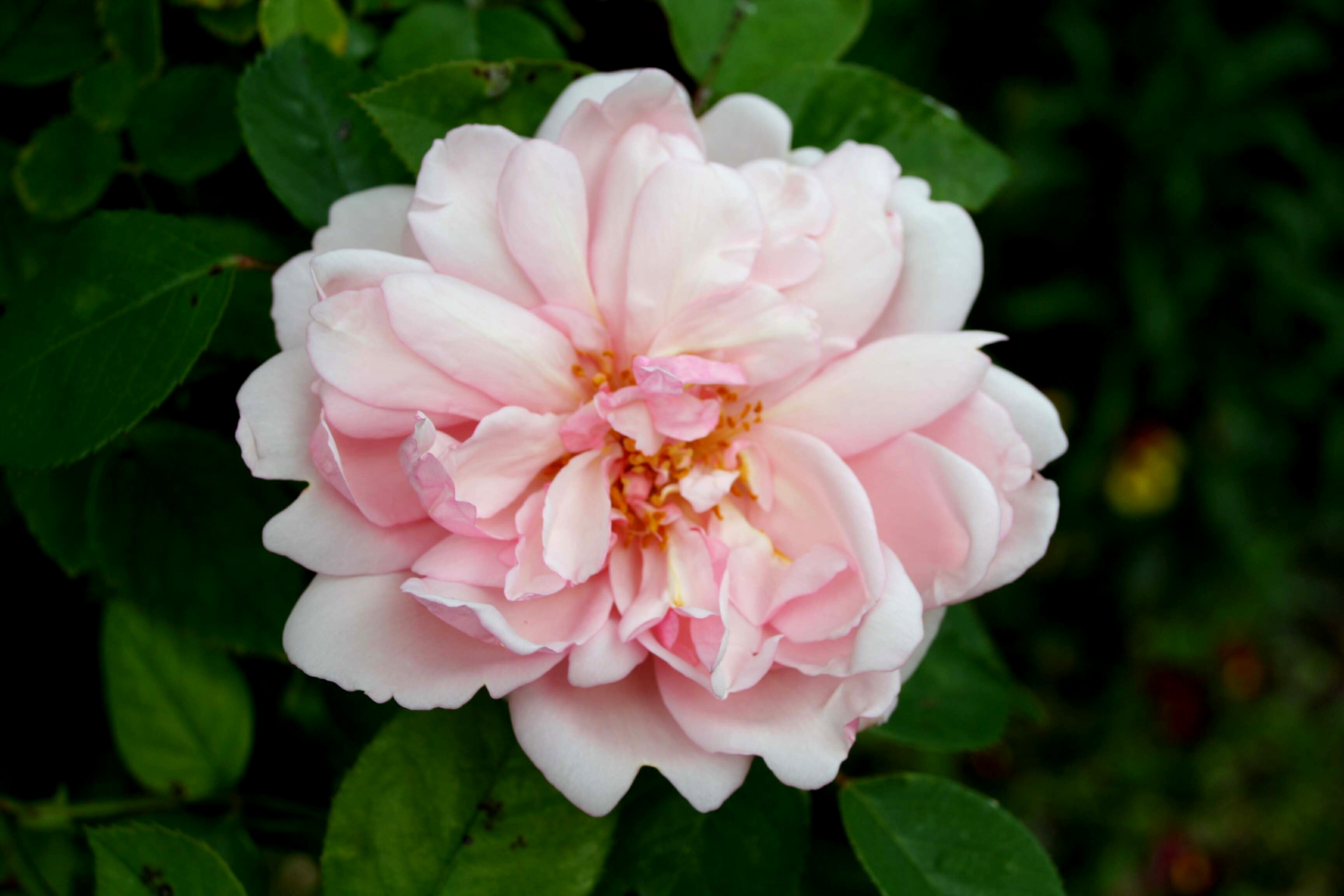
'Albertine', 1921